# Tolaihaas
De tolaihaas (Lepus tolai)  is een zoogdier uit de familie van de hazen en konijnen (Leporidae). De wetenschappelijke naam van de soort werd voor het eerst geldig gepubliceerd door Pallas in 1778.

## Voorkomen
De soort komt voor in de woestijn van de Kaspische laagvlakte.